# Liste des biens culturels d'importance nationale dans le canton de Genève

Blason du canton de Genève.

Cette liste présente les biens culturels d'importance nationale dans le canton de Genève. Cette liste correspond à l'édition 2009 de l'Inventaire Suisse des biens culturels d'importance nationale (Objets A) pour le canton de Genève. Il est trié par commune et inclus : 86 bâtiments séparés, 46 collections et 10 sites archéologiques.

## Inventaire
| Photo | Objet | Type | Type | Type | Type | Type | Type | Type | Adresse                          | Commune            | Coordonnées                      |
| Photo | Objet | A    | Arch | B    | E    | M    | O    | S    | Adresse                          | Commune            | Coordonnées                      |
| ----- | --- | ---- | ---- | ---- | ---- | ---- | ---- | ---- | -------------------------------- | ------------------ | -------------------------------- |
|       | Commanderie de Compesières et musée de l'ordre de Malte                                                                              |      |      |      | E    | M    |      |      | Route de Cugny 97, 99            | Bardonnex          | 46° 09′ 07″ nord, 6° 07′ 14″ est |
|       | Domaine Micheli à Landecy |      |      |      | E    |      |      |      | Route du Prieur 42–67            | Bardonnex          | 46° 08′ 44″ nord, 6° 07′ 42″ est |
|       | Archives communales de Carouge |      | Arch |      |      |      |      |      | Place du Marché 14               | Carouge            | 46° 11′ 03″ nord, 6° 08′ 24″ est |
|       | Domaine de Garengo |      |      |      |      |      | O    |      | Route de Céligny 73–77           | Céligny            | 46° 20′ 59″ nord, 6° 11′ 41″ est |
|       | Domaine de l'Élysée |      |      |      |      |      | O    |      | Route de Crans 6–12              | Céligny            | 46° 21′ 03″ nord, 6° 11′ 46″ est |
|       | Grange Falquet |      |      |      | E    |      |      |      | Chemin de Grange-Falquet 22      | Chêne-Bougeries    | 46° 12′ 01″ nord, 6° 11′ 21″ est |
|       | Église réformée |      |      |      | E    |      |      |      | Route de Chêne 153               | Chêne-Bougeries    | 46° 11′ 51″ nord, 6° 11′ 20″ est |
|       | Bellerive I (stations littorales de l'âge du bronze final)                                                                           | A    |      |      |      |      |      |      |                                  | Collonge-Bellerive | 46° 15′ 12″ nord, 6° 11′ 26″ est |
|       | Château de Bellerive |      |      |      | E    |      |      |      | Chemin du Milieu 25              | Collonge-Bellerive | 46° 15′ 28″ nord, 6° 11′ 45″ est |
|       | Villa-chalet du prince Essling |      |      |      | E    |      |      |      | Chemin du Milieu 27              | Collonge-Bellerive | 46° 15′ 31″ nord, 6° 11′ 48″ est |
|       | Campagne Diodati |      |      |      | E    |      |      |      | Chemin de Ruth 9                 | Cologny            | 46° 13′ 13″ nord, 6° 11′ 00″ est |
|       | Fondation Martin Bodmer |      |      | B    |      |      |      |      | Route du Guignard 19, 21         | Cologny            | 46° 12′ 55″ nord, 6° 10′ 50″ est |
|       | Port (habitat lacustre préhistorique)                                                                                                | A    |      |      |      |      |      |      |                                  | Corsier            | 46° 16′ 06″ nord, 6° 12′ 38″ est |
|       | Ferme Bellevaux à Malval |      |      |      | E    |      |      |      | Chemin des Tassonnières 2, 4     | Dardagny           | 46° 12′ 42″ nord, 5° 59′ 27″ est |
|       | Château de Dardagny |      |      |      | E    |      |      |      | Route du Mandement 520           | Dardagny           | 46° 11′ 39″ nord, 5° 59′ 43″ est |
|       | Vieille-ville (quartiers de Cité-centre et Saint-Gervais)                                                                            | A    |      |      |      |      |      |      |                                  | Genève             | 46° 12′ 12″ nord, 6° 08′ 53″ est |
|       | Archives de l'Union internationale des télécommunications                                                                            |      | Arch |      |      |      |      |      | Place des Nations                | Genève             | 46° 13′ 14″ nord, 6° 08′ 11″ est |
|       | Archives de l'Organisation mondiale du commerce                                                                                      |      | Arch |      |      |      |      |      | Rue de Lausanne 154              | Genève             | 46° 13′ 27″ nord, 6° 08′ 59″ est |
|       | Archives de l'Organisation météorologique mondiale                                                                                   |      | Arch |      |      |      |      |      | Avenue de la Paix 7              | Genève             | 46° 13′ 25″ nord, 6° 08′ 51″ est |
|       | Archives de la Young Men's Christian Association (YMCA)                                                                              |      | Arch |      |      |      |      |      | Clos-Belmont 12                  | Genève             | 46° 11′ 58″ nord, 6° 09′ 59″ est |
|       | Archives du Haut Commissariat des Nations unies pour les réfugiés                                                                    |      | Arch |      |      |      |      |      | Rue de Montbrillant 94           | Genève             | 46° 13′ 14″ nord, 6° 08′ 28″ est |
|       | Archives du Comité international de la Croix-Rouge                                                                                   |      | Arch |      |      |      |      |      | Avenue de la Paix 19             | Genève             | 46° 13′ 40″ nord, 6° 08′ 14″ est |
|       | Basilique Notre-Dame |      |      |      | E    |      |      |      | Place de Cornavin                | Genève             | 46° 12′ 31″ nord, 6° 08′ 33″ est |
|       | Bâtiment des Forces motrices |      |      |      | E    |      |      |      | Place des Volontaires 2          | Genève             | 46° 12′ 16″ nord, 6° 08′ 12″ est |
|       | Bibliothèque de Genève |      | Arch | B    |      |      |      |      | Promenade des Bastions 1         | Genève             | 46° 11′ 56″ nord, 6° 08′ 43″ est |
|       | Jardin botanique de Genève et Bois de la Bâtie avec serres, bibliothèques et collections, villa « Le Chêne » et villa « La Console » |      |      | B    |      | M    | O    |      | Chemin de l'Impératrice 1        | Genève             | 46° 13′ 40″ nord, 6° 08′ 47″ est |
|       | Monument Brunswick |      |      |      | E    |      |      |      | Quai du Mont Blanc               | Genève             | 46° 12′ 30″ nord, 6° 08′ 56″ est |
|       | Collège Calvin |      |      |      | E    |      |      |      | Rue Theodore-de-Beze 2–4         | Genève             | 46° 12′ 02″ nord, 6° 09′ 03″ est |
|       | Centre de documentation et archives de la Télévision suisse romande                                                                  |      | Arch |      |      |      |      |      | Quai Ernest-Ansermet 20          | Genève             | 46° 11′ 47″ nord, 6° 08′ 09″ est |
|       | École Geisendorf |      |      |      | E    |      |      |      | Rue de Lyon 56                   | Genève             | 46° 12′ 36″ nord, 6° 07′ 50″ est |
|       | Ancien immeuble du Crédit lyonnais                                                                                                   |      |      |      | E    |      |      |      | Quai de la Poste 18              | Genève             | 46° 12′ 15″ nord, 6° 08′ 32″ est |
|       | Ancienne école des arts industriels                                                                                                  |      |      |      | E    |      |      |      | Boulevard James-Fazy 15          | Genève             | 46° 12′ 32″ nord, 6° 08′ 29″ est |
|       | Ancien hôtel du Résident de France et Bibliothèque de la Société de lecture de Genève                                                |      |      | B    | E    |      |      |      | Grand-Rue 11                     | Genève             | 46° 12′ 08″ nord, 6° 08′ 43″ est |
|       | Ancien hôtel Buisson |      |      |      | E    |      |      |      | Rue Jean-Calvin 13               | Genève             | 46° 12′ 07″ nord, 6° 08′ 51″ est |
|       | Ancien arsenal et archives d'État de Genève                                                                                          |      | Arch |      | E    |      |      |      | Rue de l'Hôtel-de-Ville 1        | Genève             | 46° 12′ 04″ nord, 6° 08′ 50″ est |
|       | Fondation Baur, Musée des arts d’Extrême-Orient                                                                                      |      |      |      |      | M    |      |      | Rue Munier-Romilly 8             | Genève             | 46° 11′ 51″ nord, 6° 09′ 12″ est |
|       | Immeubles rue Beauregard |      |      |      |      |      | O    |      | Rue Beauregard 2, 4, 6, 8        | Genève             | 46° 11′ 55″ nord, 6° 08′ 55″ est |
|       | Immeubles rue de la Corraterie |      |      |      |      |      | O    |      | Rue de la Corraterie 10–26       | Genève             | 46° 12′ 10″ nord, 6° 08′ 35″ est |
|       | Immeubles rue des Granges |      |      |      |      |      | O    |      | Rue des Granges 2–6              | Genève             | 46° 12′ 05″ nord, 6° 08′ 41″ est |
|       | Immeubles rue des Granges |      |      |      |      |      | O    |      | Rue des Granges 10, 12           | Genève             | 46° 12′ 05″ nord, 6° 08′ 44″ est |
|       | Immeubles rue des Granges |      |      |      | E    |      |      |      | Rue des Granges 14               | Genève             | 46° 12′ 04″ nord, 6° 08′ 45″ est |
|       | Immeubles rue des Granges (ancienne caserne)                                                                                         |      |      |      | E    |      |      |      | Rue des Granges 16               | Genève             | 46° 12′ 04″ nord, 6° 08′ 45″ est |
|       | Immeuble rue Pierre Fatio |      |      |      |      |      | O    |      | Rue Pierre Fatio 7, 9            | Genève             | 46° 12′ 12″ nord, 6° 09′ 16″ est |
|       | Salle communale de Plainpalais et théâtre Pitoëff                                                                                    |      |      |      | E    |      |      |      | Rue de Carouge 50, 52            | Genève             | 46° 11′ 42″ nord, 6° 08′ 36″ est |
|       | Centre d'iconographie de la bibliothèque de Genève                                                                                   |      | Arch |      |      |      |      |      | Passage de la Tour 2             | Genève             | 46° 11′ 43″ nord, 6° 08′ 47″ est |
|       | Annexe des archives d'État |      | Arch |      |      |      |      |      | Rue de la Terrassière 52         | Genève             | 46° 12′ 04″ nord, 6° 08′ 50″ est |
|       | Cabinet des estampes |      |      |      |      | M    |      |      | Promenade du Pin 5               | Genève             | 46° 11′ 54″ nord, 6° 09′ 02″ est |
|       | Archives de l'Organisation internationale du travail                                                                                 |      | Arch |      |      |      |      |      | Route des Morillons 4            | Genève             | 46° 13′ 46″ nord, 6° 08′ 04″ est |
|       | Île Rousseau et statue |      |      |      | E    |      |      |      | Île Jean-Jacques-Rousseau 1      | Genève             | 46° 12′ 21″ nord, 6° 08′ 52″ est |
|       | Immeuble Clarté |      |      |      | E    |      |      |      | Rue Saint-Laurent 2, 4           | Genève             | 46° 12′ 01″ nord, 6° 09′ 23″ est |
|       | Institut et musée Voltaire avec bibliothèque et archives, maison de campagne                                                         |      | Arch | B    | E    | M    |      |      | Rue des Délices 25               | Genève             | 46° 12′ 28″ nord, 6° 08′ 00″ est |
|       | Musée de la Croix-Rouge |      |      |      |      | M    |      |      | Avenue de la Paix 17             | Genève             | 46° 13′ 38″ nord, 6° 08′ 13″ est |
|       | Bibliothèque juive de Genève «Gérard Nordmann»                                                                                       |      |      | B    |      |      |      |      | Avenue Dumas 21                  | Genève             | 46° 11′ 28″ nord, 6° 09′ 23″ est |
|       | Fonds cantonal d’art contemporain |      |      |      |      | M    |      |      | Sentier des Saules 3             | Genève             | 46° 12′ 09″ nord, 6° 07′ 50″ est |
|       | Cathédrale Saint-Pierre et chapelle des Macchabés                                                                                    |      | Arch |      | E    |      |      |      | Cour de Saint-Pierre             | Genève             | 46° 12′ 04″ nord, 6° 08′ 55″ est |
|       | Église Saint-Germain |      |      |      | E    |      |      |      | Rue de Saint-Germain 2           | Genève             | 46° 12′ 05″ nord, 6° 08′ 46″ est |
|       | Conservatoire de musique |      |      |      | E    |      |      |      | Place Neuve 5                    | Genève             | 46° 12′ 03″ nord, 6° 08′ 33″ est |
|       | Maison d'art du Grütli |      |      |      | E    |      |      |      | Rue du Général-Dufour 16         | Genève             | 46° 12′ 04″ nord, 6° 08′ 29″ est |
|       | Maison de Saussure |      |      |      | E    |      |      |      | Rue de la Cité 24                | Genève             | 46° 12′ 09″ nord, 6° 08′ 39″ est |
|       | Maison Jean-Jacques Naville |      |      |      | E    |      |      |      | Rue des Granges 8                | Genève             | 46° 12′ 05″ nord, 6° 08′ 43″ est |
|       | Maison Mallet et musée international de la Réforme                                                                                   |      |      |      | E    | M    |      |      | Rue du Cloître 2                 | Genève             | 46° 12′ 05″ nord, 6° 08′ 54″ est |
|       | Maison Rotonde |      |      |      | E    |      |      |      | Rue Charles-Giron 11–19          | Genève             | 46° 12′ 21″ nord, 6° 07′ 44″ est |
|       | Maison Royale et les deux immeubles à côté                                                                                           |      |      |      | E    |      |      |      | Quai Gustave Ador 44–50          | Genève             | 46° 12′ 25″ nord, 6° 09′ 40″ est |
|       | Maison Tavel |      |      |      | E    |      |      |      | Rue du Puits-St-Pierre 6         | Genève             | 46° 12′ 05″ nord, 6° 08′ 49″ est |
|       | Maison Turrettini |      |      |      | E    |      |      |      | Rue de l'Hôtel-de-Ville 8, 10    | Genève             | 46° 12′ 02″ nord, 6° 08′ 51″ est |
|       | Musée Ariana |      |      |      | E    | M    |      |      | Avenue de la Paix 10             | Genève             | 46° 13′ 32″ nord, 6° 08′ 20″ est |
|       | Musée d'art et d'histoire |      |      |      | E    | M    |      |      | Rue Charles-Galland 2            | Genève             | 46° 11′ 58″ nord, 6° 09′ 05″ est |
|       | Musée d'art moderne et contemporain (MAMCO) et fonds d'art contemporain de la ville de Genève (FMAC)                                 |      |      |      |      | M    |      |      | Rue de Vieux-Grenadier 10        | Genève             | 46° 11′ 55″ nord, 6° 08′ 16″ est |
|       | Musée d'ethnographie |      |      |      |      | M    |      |      | Boulevard Carl-Vogt 65, 67       | Genève             | 46° 11′ 52″ nord, 6° 08′ 14″ est |
|       | Musée Rath |      |      |      | E    |      |      |      | Place Neuve                      | Genève             | 46° 12′ 06″ nord, 6° 08′ 37″ est |
|       | Muséum d'histoire naturelle |      |      |      |      | M    |      |      | Route de Malagnou 1              | Genève             | 46° 11′ 57″ nord, 6° 09′ 31″ est |
|       | Palais de Justice |      |      |      | E    |      |      |      | Place du Bourg-de-Four 1         | Genève             | 46° 12′ 03″ nord, 6° 08′ 59″ est |
|       | Palais de l'Athénée |      |      |      | E    |      |      |      | Rue de l'Athénée 2               | Genève             | 46° 11′ 55″ nord, 6° 08′ 52″ est |
|       | Palais des Nations, bibliothèques et archives de la SDN et de l'ONU                                                                  |      | Arch | B    | E    |      |      |      | Avenue de la Paix 14             | Genève             | 46° 13′ 36″ nord, 6° 08′ 25″ est |
|       | Palais Eynard et archives de la ville de Genève                                                                                      |      | Arch |      | E    |      |      |      | Rue de la Croix-Rouge 4          | Genève             | 46° 11′ 57″ nord, 6° 08′ 50″ est |
|       | Palais Wilson |      |      |      | E    |      |      |      | Quai Wilson 51, 53               | Genève             | 46° 12′ 54″ nord, 6° 09′ 04″ est |
|       | Parc des Bastions avec le mur des Réformateurs                                                                                       |      |      |      |      |      | O    |      | Promenade des Bastions           | Genève             | 46° 12′ 01″ nord, 6° 08′ 45″ est |
|       | Parc et campagne de la Grange avec bibliothèque ; habitat littoral néolithique / villa romaine                                       | A    |      | B    |      |      | O    |      |                                  | Genève             | 46° 12′ 22″ nord, 6° 09′ 58″ est |
|       | Place Neuve et statue du général Dufour                                                                                              |      |      |      |      |      | O    |      | Place Neuve                      | Genève             | 46° 12′ 04″ nord, 6° 08′ 37″ est |
|       | Plonjon (site archéologique) | A    |      |      |      |      |      |      |                                  | Genève             | 46° 12′ 42″ nord, 6° 09′ 53″ est |
|       | Pont de la Machine |      |      |      | E    |      |      |      | Pont de la Machine 1             | Genève             | 46° 12′ 20″ nord, 6° 08′ 42″ est |
|       | Poste du Mont-Blanc |      |      |      | E    |      |      |      | Rue du Mont-Blanc 18             | Genève             | 46° 12′ 31″ nord, 6° 08′ 42″ est |
|       | Quai et hôtel des Bergues |      |      |      |      |      | O    |      | Quai des Bergues                 | Genève             | 46° 12′ 25″ nord, 6° 08′ 48″ est |
|       | Quai du Mont-Blanc et mobilier urbain 1896                                                                                           |      |      |      |      |      | O    |      |                                  | Genève             | 46° 12′ 34″ nord, 6° 09′ 04″ est |
|       | Quai Général Guisan avec Jardin anglais                                                                                              |      |      |      |      |      | O    |      |                                  | Genève             | 46° 12′ 15″ nord, 6° 09′ 07″ est |
|       | Quai Gustave-Ador et mobilier urbain de 1896 et Jet d'eau                                                                            |      |      |      |      |      | O    |      |                                  | Genève             | 46° 12′ 19″ nord, 6° 09′ 23″ est |
|       | Hôtel de ville et tour Baudet |      |      |      | E    |      |      |      | Rue de l'Hôtel-de-Ville 2        | Genève             | 46° 12′ 03″ nord, 6° 08′ 48″ est |
|       | Temple de la Fusterie |      |      |      | E    |      |      |      | Place de la Fusterie 18          | Genève             | 46° 12′ 13″ nord, 6° 08′ 45″ est |
|       | Auditoire de Calvin |      |      |      | E    |      |      |      | Place de la Taconnerie 1         | Genève             | 46° 12′ 03″ nord, 6° 08′ 55″ est |
|       | Temple de la Madeleine avec site archéologique                                                                                       | A    |      |      | E    |      |      |      | Rue de la Madeleine 15           | Genève             | 46° 12′ 07″ nord, 6° 08′ 58″ est |
|       | Temple de Saint-Gervais avec site archéologique                                                                                      | A    |      |      | E    |      |      |      | Rue des Terreaux-du-Temple 12    | Genève             | 46° 12′ 23″ nord, 6° 08′ 28″ est |
|       | Église russe |      |      |      | E    |      |      |      | Rue Toepffer 9                   | Genève             | 46° 11′ 56″ nord, 6° 09′ 13″ est |
|       | Église anglaise de Genève |      |      |      | E    |      |      |      | Rue du Mont-Blanc                | Genève             | 46° 12′ 29″ nord, 6° 08′ 47″ est |
|       | Université de Genève |      |      |      | E    |      |      |      | Rue de Candolle 5                | Genève             | 46° 11′ 57″ nord, 6° 08′ 40″ est |
|       | Victoria Hall |      |      |      | E    |      |      |      | Rue du Général Dufour 14         | Genève             | 46° 12′ 05″ nord, 6° 08′ 28″ est |
|       | Villa Bartholoni et musée d'histoire des sciences                                                                                    |      |      |      | E    | M    |      |      | Rue de Lausanne 128              | Genève             | 46° 13′ 15″ nord, 6° 09′ 08″ est |
|       | Archives centrales des Hôpitaux universitaires de Genève                                                                             |      | Arch |      |      |      |      |      | Rue Micheli-du-Crest 2           | Genève             | 46° 11′ 37″ nord, 6° 08′ 56″ est |
|       | Campagne Bonnet |      |      |      |      |      | O    |      | Rue du Village 18                | Genthod            | 46° 15′ 51″ nord, 6° 09′ 27″ est |
|       | Campagne du Creux-de-Genthod |      |      |      |      |      | O    |      | Route du Creux-de-Genthod 19     | Genthod            | 46° 15′ 53″ nord, 6° 09′ 49″ est |
|       | Campagne du Grand-Malagny |      |      |      |      |      | O    |      | Route de Malagny 48, 50          | Genthod            | 46° 16′ 16″ nord, 6° 09′ 39″ est |
|       | Château du Crest et dépendances |      |      |      |      |      | O    |      | Route du Château-du-Crest 40–46  | Jussy              | 46° 14′ 10″ nord, 6° 15′ 24″ est |
|       | Archives du Conseil œcuménique des Églises                                                                                           |      | Arch |      |      |      |      |      | Route des Morillons 7            | Le Grand-Saconnex  | 46° 13′ 54″ nord, 6° 07′ 39″ est |
|       | Centre de documentation de l'UNESCO                                                                                                  |      | Arch |      |      |      |      |      | Route des Morillons 15           | Le Grand-Saconnex  | 46° 13′ 54″ nord, 6° 07′ 53″ est |
|       | Ruines du Château de Rouelbeau | A    |      |      |      |      | O    |      |                                  | Meinier            | 46° 14′ 31″ nord, 6° 13′ 04″ est |
|       | Maison Mani |      |      |      | E    |      |      |      | Avenue de Vaudagne 13            | Meyrin             | 46° 13′ 51″ nord, 6° 04′ 23″ est |
|       | Archives du CERN |      | Arch |      |      |      |      |      | Route de Meyrin 399              | Meyrin             | 46° 14′ 03″ nord, 6° 03′ 01″ est |
|       | Archives de Patek Philippe SA |      | Arch |      |      |      |      |      | Chemin du Pont-du-Centenaire 141 | Plan-les-Ouates    | 46° 10′ 03″ nord, 6° 06′ 46″ est |
|       | Archives de Vacheron Constantin |      | Arch |      |      |      |      |      | Chemin du Tourbillon 10          | Plan-les-Ouates    | 46° 09′ 58″ nord, 6° 06′ 01″ est |
|       | Maison forte d'Arare |      |      |      | E    |      |      |      | Chemin de Plein-Vent 3           | Plan-les-Ouates    | 46° 09′ 38″ nord, 6° 06′ 28″ est |
|       | Archives de l'Organisation mondiale de la santé                                                                                      |      | Arch |      |      |      |      |      | Avenue Appia 20                  | Pregny-Chambésy    | 46° 13′ 58″ nord, 6° 08′ 04″ est |
|       | Musée des Suisses dans le monde |      |      |      |      | M    |      |      | Chemin de l'Impératrice 18       | Pregny-Chambésy    | 46° 13′ 57″ nord, 6° 08′ 30″ est |
|       | Château Rothschild et Dépendances |      |      |      |      |      | O    |      | Route de Pregny 30–34            | Pregny-Chambésy    | 46° 14′ 07″ nord, 6° 08′ 30″ est |
|       | Campagne du Reposoir avec l'orangerie                                                                                                |      |      |      |      |      | O    |      | Route de Lausanne 225            | Pregny-Chambésy    | 46° 13′ 58″ nord, 6° 08′ 48″ est |
|       | Serres de Rothschild |      |      |      |      |      | O    |      | Chemin Palud 10–14               | Pregny-Chambésy    | 46° 14′ 10″ nord, 6° 08′ 17″ est |
|       | Campagne de la Grand'Cour |      |      |      |      |      | O    |      | Route des Molards 12–20, 26      | Russin             | 46° 11′ 19″ nord, 6° 00′ 46″ est |
|       | Château de Choully avec fermes |      |      |      |      |      | O    |      | Route du Crêt-de-Choully 30      | Satigny            | 46° 13′ 23″ nord, 6° 01′ 47″ est |
|       | Domaine Pellegrin (Peissy) |      |      |      | E    |      |      |      | Route de Peissy 46–50            | Satigny            | 46° 12′ 41″ nord, 6° 01′ 18″ est |
|       | Bourg (station littorale de l'âge du bronze final)                                                                                   | A    |      |      |      |      |      |      |                                  | Versoix            | 46° 16′ 52″ nord, 6° 10′ 15″ est |
|       | Villa Bartholony (Sans Souci) |      |      |      | E    |      |      |      | Route de Lausanne 398            | Versoix            | 46° 16′ 23″ nord, 6° 10′ 04″ est |
|       | Pont de Vessy sur l'Arve |      |      |      | E    |      |      |      | Route de Vessy                   | Veyrier            | 46° 10′ 52″ nord, 6° 09′ 35″ est |

1. ↑  Légende des différents types de biens :
  - A : Archéologie
  - Arch : Archive
  - B : Bibliothèque
  - E : Objet unique
  - M : Musée
  - O : Objets multiples
  - S : Cas particulier